# Сапронов, Анатолий Георгиевич
Анатолий Георгиевич Сапронов (28 декабря 1939, Новосибирск — 19 марта 2024) — профессор, доктор технических наук, заслуженный работник бытового обслуживания населения Российской Федерации, почётный работник высшего профессионального образования Российской Федерации, президент Южно-Российского государственного университета экономики и сервиса (ЮРГУЭС), ректор ЮРГУЭС (1997—2007), заслуженный работник ЮРГУЭС.

## Биография
Родился 28 декабря 1939 года в городе Новосибирск. В 1962 году Сапронов окончил обучение в Новочеркасском политехническом институте.
С 1962 по 1964 год работал ассистентом и старшим преподавателем кафедры теплотехники Павлодарского индустриального института (Казахская ССР). В 1967—1970 годах Сапронов работал ассистентом и старшим преподавателем кафедры теоретических основ теплотехники и гидравлики в Новочеркасском политехническом институте, а также занимал должность заместителя декана вечернего факультета.
В 1970 году стал проректором по учебной работе Шахтинского технологического института бытового обслуживания, который позже был реорганизован в Донскую государственную академию сервиса (ДГАС). С 1997 по 2007 год был ректором ДГАС (в 1999 году преобразована в ЮРГУЭС). С 2007 года являлся президентом Южно-Российского государственного университета экономики и сервиса (ЮРГУЭС).
Сапронов являлся автором множества научных и учебно-методических работ (более 250) среди которых 5 монографий, 5 учебных и справочных пособий, 5 авторских свидетельств на изобретения, более 20 внедрённых в производство научно-исследовательских работ.
Умер 19 марта 2024 года в возрасте 84 лет.